# Коржи (Краснодарский край)
Коржи — хутор в Ленинградском районе Краснодарского края Российской Федерации.
Административный центр Коржовского сельского поселения.

## География
Находится на р. Средняя Челбаска, возле административной границы Ленинградского и Каневского районов.
Расстояние от хутора до районного центра станицы Ленинградская составляет 33 км, до краевого центра города Краснодар — 112 км.
Ближайшие населённые пункты: Калинино 7 км, Кубанская Степь 8 км (оба — Каневской район), Крыловская 8 км, Челбасская и Средние Челбасы из Каневского района — в 9 км.

## Население
| 2002  | 2010  | 2012  | 2013  | 2014  | 2015  |
| ----- | ----- | ----- | ----- | ----- | ----- |
| 1142  | ↘1141 | ↗1158 | ↘1132 | ↘1118 | ↘1116 |
| 2016  | 2017  | 2018  | 2019  | 2020  | 2021  |
| ↗1124 | ↘1121 | ↗1125 | ↘1108 | ↘1106 | ↘1087 |
| 2023  |       |       |       |       |       |
| →1087 |       |       |       |       |       |

По данным переписи 2002 года, в национальной структуре населения хутора преобладают русские (91 %).

## Инфраструктура
В населённом пункте расположены средняя общеобразовательная школа № 17, почтовое отделение, администрация поселения, Дом культуры, Храм пророка Божия Илии.

## Транспорт
Автомобильный транспорт.

## Улицы
| - ул. Заречная, - ул. Комсомольская, - ул. Ленина, - ул. Молодёжная, - ул. Озёрная, - ул. Победы, - ул. Раздольная, | - ул. Степная, - ул. Строителей, - ул. Тихая, - ул. Хлеборобов, - ул. Хуторская, - ул. Южная. |